# Pogromo de Sumgait
El pogromo de Sumgait (también conocido como la Masacre de Sumgait o Eventos de febrero) fue un pogromo azerí dirigido contra el pueblo armenio de la ciudad costera de Sumgait (en idioma azerí: Sumqayıt) en la República Socialista Soviética de Azerbaiyán durante el mes de febrero de 1988. El pogromo tuvo lugar durante la primera etapa del Movimiento de Karabaj.

## Su Origen y Desarrollo

Área controlada por el gobierno de Nagorno-Karabaj (en marrón oscuro).

El 27 de febrero de 1988, grandes bandas formadas por personas de etnia azerí formaron grupos para  atacar a los armenios tanto en las calles como en sus apartamentos dando suceso a saqueos generalizados. La falta general de interés de los agentes de policía permitió empeorar la situación. No se tuvo el correcto respeto sobre todo a la persona y a su seguridad, ya sea de cualquier edad; la ausencia de autoridades que fomenten el orden o cuiden a la familia como los máximos afectados en la masacre, estos movimientos aprovecharon y por medio de actos violentos querían imponer sus ideas.
Los actos violentos de Sumgait no tenían precedentes en la Unión Soviética y atrajeron una gran atención de los medios de comunicación de Occidente. 
La masacre se produjo en vista de que el movimiento independentista de la República del Alto Karabaj estaba ganando fuerza en la vecina República Socialista Soviética de Armenia.  

## Fin y resultado
El 28 de febrero, un pequeño contingente de Tropas soviéticas entraron en la ciudad y trataron de sofocar sin éxito los disturbios. Unidades militares profesionales, acompañadas de tanques y otros vehículos blindados entrarían a la ciudad un día más tarde.
Las fuerzas enviadas por el gobierno impusieron el estado de Ley marcial en Sumgait, estableciendo un toque de queda que condujo a la crisis a su fin. 
El número de muertos oficiales según la Procuraduría General y los recuentos sobre la base de listas nominativas de las víctimas fue de 32 personas (26 armenios y 6 azeríes). Muchos insisten en que fueron por lo menos 200, no 32, las personas que murieron.
El evento fue observado con asombro en Armenia y el resto de la Unión Soviética, ya que los llamados feudos étnicos eran oficialmente inexistentes debido a políticas como el Internacionalismo, la Amistad de los pueblos y el Patriotismo socialista que se habían promovido en las repúblicas a fin de evitar esos conflictos.
La masacre, junto con el Conflicto de Nagorno-Karabaj, supuso un importante problema para las reformas que estaba llevando a cabo por el entonces Secretario General del Partido Comunista de la Unión Soviética, Mijaíl Gorbachov. 
Gorbachov fue criticado por lo que se percibió como una reacción lenta a la crisis y debido a las numerosas teorías de conspiración que surgieron después de los hechos.
Los dieciocho mil (18.000) habitantes armenios del área, abandonaron la ciudad en las semanas siguientes hacia Bakú, Armenia, Rusia y EE. UU. Muchos refugiados establecidos en el norte de Armenia fueron víctimas del terremoto en diciembre de 1988.